# Stanisław Łążyński
Stanisław Łążyński h. Nałęcz (ur. 27 marca 1842 w Tomaszówce, zm. 11 października 1939) – powstaniec styczniowy.

## Życiorys
Urodził się 27 marca 1842 w Tomaszówce, pow. kamieniecki, jako syn Antoniego. Uczestniczył w powstaniu styczniowym 1863. Na przełomie XIX i XX w. zamieszkiwał we wsiach: Słobodka, powiat Gwoździec oraz Załucze nad Prutem, powiat Matyjowce. Do końca 1907 pełnił funkcję członka komisji szacunkowej podatku osobisto-dochodowego w powiecie kołomyjskim. Był członkiem Towarzystwa Wzajemnych Ubezpieczeń w Krakowie. W grudniu 1912 został zatwierdzony przez cesarza wybór S. Łążyńskiego na stanowisku prezesa Rady Powiatowej w Kołomyi. Podczas I wojny światowej będąc nadal dzierżawcą dóbr w Załuczu pełnił funkcję przewodniczącego gospodarczej komisji powiatowej oraz pozostawał prezesem kołomyjskiej rady powiatowej.
Po odzyskaniu przez Polskę niepodległości (1918) w okresie II Rzeczypospolitej został awansowany do stopnia podporucznika weterana Wojska Polskiego. W okresie II Rzeczypospolitej jako weteran brał udział w spotkaniach wspomnieniowych (1933) i obchodach powstania styczniowego (1938). W latach 30. był ziemianinem zamieszkującym w Janikowie.
Zmarł 11 października 1939 i został pochowany na Cmentarzu Wojskowym na Powązkach w Warszawie (kwatera C13-4-1).

## Ordery i odznaczenia
- Krzyż Niepodległości (8 listopada 1930)[16]
- Krzyż Kawalerski Orderu Odrodzenia Polski (2 maja 1924)[17][18]
- Krzyż Siedemdziesięciolecia Powstania Styczniowego
- Krzyż Wojenny za Zasługi Cywilne II Klasy (Austro-Węgry, 1917)[10]